# دانيال وبستر
دانيال وبستر (بالإنجليزية: Daniel Webster)‏ (18 يناير 1782 – 24 أكتوبر 1852) هو سياسي أمريكي خدم لفترتين في مجلس النواب الأمريكي ممثلا لولاية نيو هامبشر (1813-1817) وماساتشوستس (1823-1827)، وكان سيناتورا عن ماساتشوستس (1827-1841 و 1845-1850)، وكان وزير الخارجية الأمريكي لفترتين في زمن الرئيسين وليام هنري هاريسون وجون تايلر (1841-1843) والرئيس ميلارد فيلمور (1850-1852). وكان أحد اثنين (مع جيمس جي بلين) يشغلان منصب وزير الخارجية تحت حكم ثلاثة رؤساء. سعى وبستر أيضا لنيل ترشيح حزب الويغ للرئاسة ثلاث مرات: في 1836، و1840 و1852.
ولد وبستر في ساليسبري، نيو هامبشاير، وكان أحد أهم المحامين في عصره، وشارك في العديد من القضايا الرئيسية في المحكمة العليا والتي وضعت سوابق دستورية مهمة عززت سلطة الحكومة الاتحادية. دخل وبستر عالم السياسة خلال عهد نظام الحزب الثاني، والذي كان النظام السياسي السائد في البلاد من عام 1828 إلى عام 1854، وتميز بزيادة اهتمام الناخبين بالسياسة والولاء الشخصي للأحزاب. دخل وبستر مجلس النواب الأمريكي عن ولايتي نيو هامبشاير وماساتشوستس. ساند الحزب الجمهوري الوطني ودعم جون كوينسي آدمز. دخل وبستر مجلس الشيوخ في عام 1827، وكان متحدثا بارزا عن القومية الأميركية وجعلته مهارته في الخطابة من أبرز قادة الويغ. ولم يكن تصوره عن الولايات المتحدة هو خلق ولايات فردية بل كيانا متماسكا في حد ذاته لتعزيز قوة وسلامة الاتحاد خلال أزمة الإبطال. تحدث وبستر نيابة عن المحافظين وقاد المعارضة على الديمقراطي أندرو جاكسون وحزبه الديمقراطي، ما شكل تحديا صارخا لسياسات جاكسون في حرب البنوك. كان وبستر مساندا للتحديث والأعمال المصرفية والصناعة، ولكنه لم يخاطب الناس العاديين الذي شكلوا قاعدة خصومه الديمقراطيين الجاكسونيين.
سعى وبستر إلى الترشح للرئاسة في انتخابات عام 1836، وفاز في ماساتشوستس فقط. عين وزيرا للخارجية في عام 1841 تحت إدارة ويليام هنري هاريسون الذي توفي بعد شهر وحل محله جون تايلر. وكان وبستر العضو الوحيد في حكومة الرئيس تايلر الذي لم يستقيل بعد أن أقر عدة قرارات عارضت سياسة حزب الويغ. وبصفته دبلوماسيا فقد فاوض وبستر على معاهدة وبستر-أشبرتون عام 1842 مع بريطانيا العظمى، والتي أقرت الحدود بين الولايات المتحدة وكندا شرق جبال روكي. استقال وبستر في عام 1843 وعاد إلى مجلس الشيوخ بعد عامين.
كان وبستر شخصية رئيسية في «الأيام الذهبية» لمجلس الشيوخ، وكان العضو الشمالي في «الثلاثي العظيم»، مع زميليه هنري كلاي من الغرب (كنتاكي) وجون كالهون من الجنوب (كارولاينا الجنوبية). واعتبر جداله مع السيناتور روبرت هاين في عام 1830 أحد أعظم الخطب في تاريخ مجلس الشيوخ. وكما هو الحال مع زميله كلاي، أراد وبستر أن يحافظ على الاتحاد ويتجنب الحرب الأهلية. وقد عمل كلاهما من أجل التوصل إلى حلول توفيقية لمنع الانقسام الذي هدد بالحرب بين الشمال والجنوب. دعم وبستر تسوية عام 1850 التي ساهم فيها كلاي، وكان دوره فعالا في إقرارها. إلا أن هذا القرار لم يحظى بشعبية في ماساتشوستس. واستقال وبستر نتيجة لذلك، لكنه سرعان ما تم تعيينه لفترة أخرى كوزير للخارجية، وهذه المرة تحت إدارة ميلارد فيلمور. في عام 1957، اختارت لجنة من مجلس الشيوخ وبستر كأحد أعظم خمسة أعضاء لمجلس الشيوخ الأمريكيين مع كلاي، وكالهون، روبرت لا فوليت، روبرت تافت.

## روابط خارجية
- دانيال وبستر على موقع الموسوعة البريطانية (الإنجليزية)
- دانيال وبستر على موقع ميوزك برينز (الإنجليزية)
- دانيال وبستر على موقع إن إن دي بي (الإنجليزية)